# Assegni di mantenimento dei figli
Gli assegni di mantenimento dei figli sono delle prestazioni previste dal codice civile italiano a carico di ciascun genitore obbligato al mantenimento dei figli, in misura proporzionale al proprio reddito e che in caso di separazione il giudice deve disporre l’obbligo di corresponsione di un assegno di mantenimento. L'assegno di mantenimento per i figli non va confuso con l'assegno di mantenimento per il coniuge, si tratta di un istituto distinto regolato da norme diverse. 

## Quantificazione dell'assegno per i figli
L'assegno viene stabilito tenendo in considerazione le esigenze dei figli, il loro tenore di vita in costanza di convivenza con entrambi i genitori, i tempi di permanenza presso ciascun genitore, la situazione reddituale dei genitori, i compiti domestici e di cura assunti di ciascun genitore.
Il diritto a percepire l’assegno di mantenimento può essere modificato o estinguersi mediante apposito ricorso per la modifica delle condizioni di separazione. Il d.lgs. 154/2013 ribadisce l’obbligo dei genitori di mantenere i figli in proporzione alle rispettive sostanze e secondo la loro capacità di lavoro professionale o casalingo.

## L’assegno di mantenimento ai figli maggiorenni
Il conseguimento della maggiore età e l'autosufficienza economica del figlio sono i presupposti per richiedere la cessazione dell’obbligo di corresponsione dell’assegno di mantenimento. Tuttavia è previsto che se la coppia ha figli maggiorenni non economicamente autosufficienti il giudice “valutante le circostanze” può disporre il pagamento di un assegno periodico che, salvo diversa determinazione dello stesso giudice, è versato direttamente al figlio. Nel caso in cui i figli maggiorenni siano portatori di gravi handicap, si applica interamente la disciplina prevista per i figli minori.
La Corte di Cassazione ha recentemente, con sentenza n. 17183/2020, valorizzato il principio di autoresponsabilità del figlio maggiorenne, indicando una serie di ipotesi in cui egli perde il diritto ad essere mantenuto dai genitori, come ad esempio quando ha iniziato un'attività lavorativa, quando abbia raggiunto un’età tale da far presumere il raggiungimento della capacità di provvedere a se stesso, oppure se il figlio si sia inserito in un diverso nucleo familiare.
Secondo un consolidato orientamento giurisprudenziale della Corte di Cassazione, al figlio maggiorenne, privo di altre fonti di reddito, deve essere comunque garantito un assegno sufficiente a dare effettività al diritto allo studio in ambito universitario, compatibilmente con le condizioni economiche dei genitori e non «oltre ragionevoli limiti di tempo e di misura» 
Il giudice può stabilire la cessazione dell'obbligo di mantenimento in ragione dell'età, delle competenze acquisite, della condotta personale e dell'impegno rivolto alla ricerca di un'occupazione da parte dei singoli.